# Bloomwert
Bloomwert (auch Bloomgramm, Bloom oder Bloom-Zahl) beschreibt in der Lebensmitteltechnologie und Pharmazeutischen Technologie die Gallertfestigkeit,
die Gelierkraft von Gelatine. Die Kennzahl ist dabei die Masse in Gramm, die benötigt wird, damit ein Stempel von 0,5 Zoll Durchmesser die Oberfläche einer 6,67 % Gelatine/Wasser-Mischung vier Millimeter tief verformt, ohne sie zu zerreißen. Der Versuch findet standardisiert bei 10 °C mit einer vorhergehenden Alterung der Gelatine von 17 Stunden statt.
Im Allgemeinen liegt der Bloomwert zwischen 50 und 300. Je höher der Bloomwert ist, desto höher ist die Gelierkraft der Gelatine. Eine sauer aufgeschlossene Gelatine mit hoher Gallertfestigkeit hat ungefähr 300 Bloom. Nach dem Europäischen Arzneibuch darf der Bloomwert nicht mehr als 20 % vom deklarierten Wert abweichen.
Benannt wurde der Wert nach dem Amerikaner Oscar T. Bloom, der in der ersten Hälfte des 20. Jahrhunderts das Verfahren und die benötigte Apparatur, den so genannten Bloomgelometer („Machine for Testing Jelly Strength of Glues, Gelatines, and the Like.“ Patent Nr. 1.540.979 von 1925), entwickelte.